# Лезина (коммуна)
Лезина (итал. Lesina) — коммуна в Италии, располагается в регионе Апулия, в провинции Фоджа.
Население составляет 57093 человека (2008 г.), плотность населения составляет 162 чел./км². Занимает площадь 352 км². Почтовый индекс — 71043. Телефонный код — 0884.
Покровителем коммуны почитаются святые Примиан и Фирмиан, празднование 15 мая. В коммуне также особо празднуется Успение Пресвятой Богородицы.

## Демография
Динамика населения:

## Администрация коммуны
- Официальный сайт: http://www.comune.manfredonia.fg.it/